# Together Again (canción de 'N Sync)
«Together Again» es una canción y sencillo de la banda 'N Sync. Fue lanzado en primavera de 1997, exclusivamente para Alemania. Fue escrita por Andy Reynolds y Tee Green, el sencillo nunca ha sido lanzado en el mundo.

## Listado de canciones
1. «Together Again» [Radio Edit] - 3:41
2. «Together Again» [Álbum Versión] - 3:45
3. «Giddy Up» - 4:07
4. «Sun Dreams» [Visual Track] - 4:00